# Vampire: The Masquerade

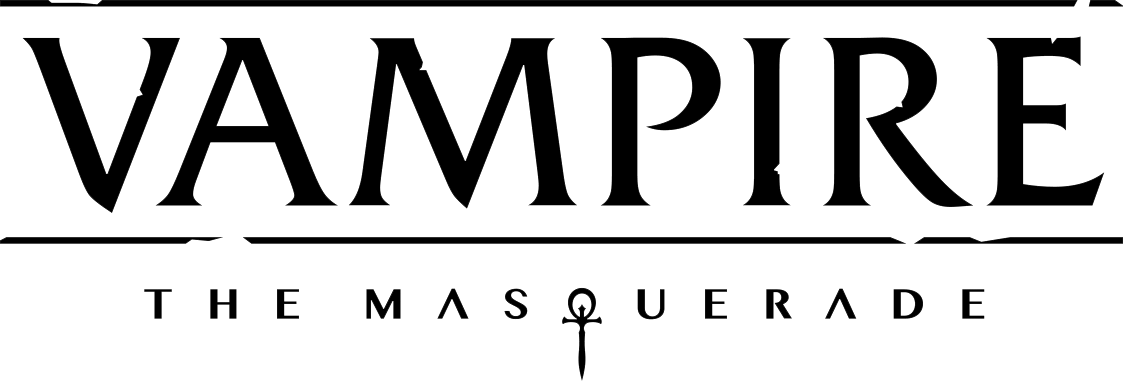
Spelets logotyp

Vampire: The Masquerade är ett rollspel som handlar om vampyrer i en gothinspirerad, genomrutten och girig värld där vampyrerna lever sida vid sida med, eller i många fall styr, människor utan att upptäckas. Rollspelet är utgivet av White Wolf publishing. Spelet är till stor del politiskt inriktat, med vissa element av skräck.
Rollspelet har givits ut i tre olika versioner: First Edition, Second Edition och Third Edition. Denna artikel behandlar den tredje versionen.
Vampyrerna delar upp sig i olika klaner, baserade på vem deras anfader eller anmoder var i biblisk tid. Kain/Caine är den första vampyren i Vampire: The Masquerade och räknas som första generation. Kain/Caine är också Adams son i den bibliska tron. Det var Kain/Caine som dräpte sin egen bror Abel. Vampyrerna förenar sig även i olika "sekter".
| Klan             | Anfader                         | Kännetecken | Sekt                                |
| ---------------- | ------------------------------- | --- | ----------------------------------- |
| Assamite         | Haqim                           | Arabiska Lönnmördare. (Se Assassinerna)                                                                                            | Oberoende                           |
| Brujah           | Brujah/Troile                   | Hårdhänt och tuff med Karhtaganskt ursprung.                                                                                       | Camarilla och Sabbat                |
| Followers of Set | Set eller Typhon                | Egyptisk-baserade Mystiker. | Oberoende och Sabbat                |
| Gangrel          | Ennoia                          | Djuriska, såväl mentalt som fysiskt.                                                                                               | Oberoende (ursprungligen Camarilla) |
| Giovanni         | Augustus Giovanni               | Dödsmagiker och Maffia | Oberoende                           |
| Lasombra         | Lasombra/Lambech/Laodice/Lucien | Skuggmagiker | Sabbat (och Camarilla)              |
| Malkavian        | Malkav                          | Mentalt sjuka, med förmågan att använda "Vansinne" till sin magiska doktrin.                                                       | Camarilla och Sabbat                |
| Nosferatu        | Absimilliard                    | Omänskligt vanskapta och motbjudande utseende med en tradition av att handla med information.                                      | Camarilla och Sabbat                |
| Ravnos           | Ravanna                         | Traditionellt nomadisk klan som ofta är tjuvar eller lurendrejare.                                                                 | Oberoende                           |
| Toreador         | Arikel eller Ishtar             | Konstnärsklanen, med fallenhet och svaghet för vackra ting.                                                                        | Camarilla och Sabbat                |
| Tremere          | Tremere                         | En klan av vampyrer som sprungit ur en sekt av mänskliga ockulta magiker och trollkarlar.                                          | Camarilla                           |
| Tzimisce         | Tzimisce                        | Ursprungligen den klassiska Transylvanska vampyrerna, i modern tid känd för magi som formar eller förvrider kött och ben.          | Sabbat                              |
| Ventrue          | Veddhartha                      | "Blå Blod", ursprung från antikens rom, med magi för att manipulera eller dominera andra, söker sig ofta till höga maktpositioner. | Camarilla och Sabbat                |

White Wolf har givit ut många böcker till Vampire: The Masquerade. Därav några böcker som enbart berättar om vissa städer, till exempel New York by night och Cairo by night. Det har även givits ut Clanbooks/Klanböcker, där de olika klanerna beskrivs mer ingående.